# Fernandoa adenophylla
Fernandoa adenophylla là một loài thực vật có hoa trong họ Chùm ớt. Loài này được (Wall. ex G.Don) Steenis mô tả khoa học đầu tiên năm 1976.